# Синай Яків Григорович

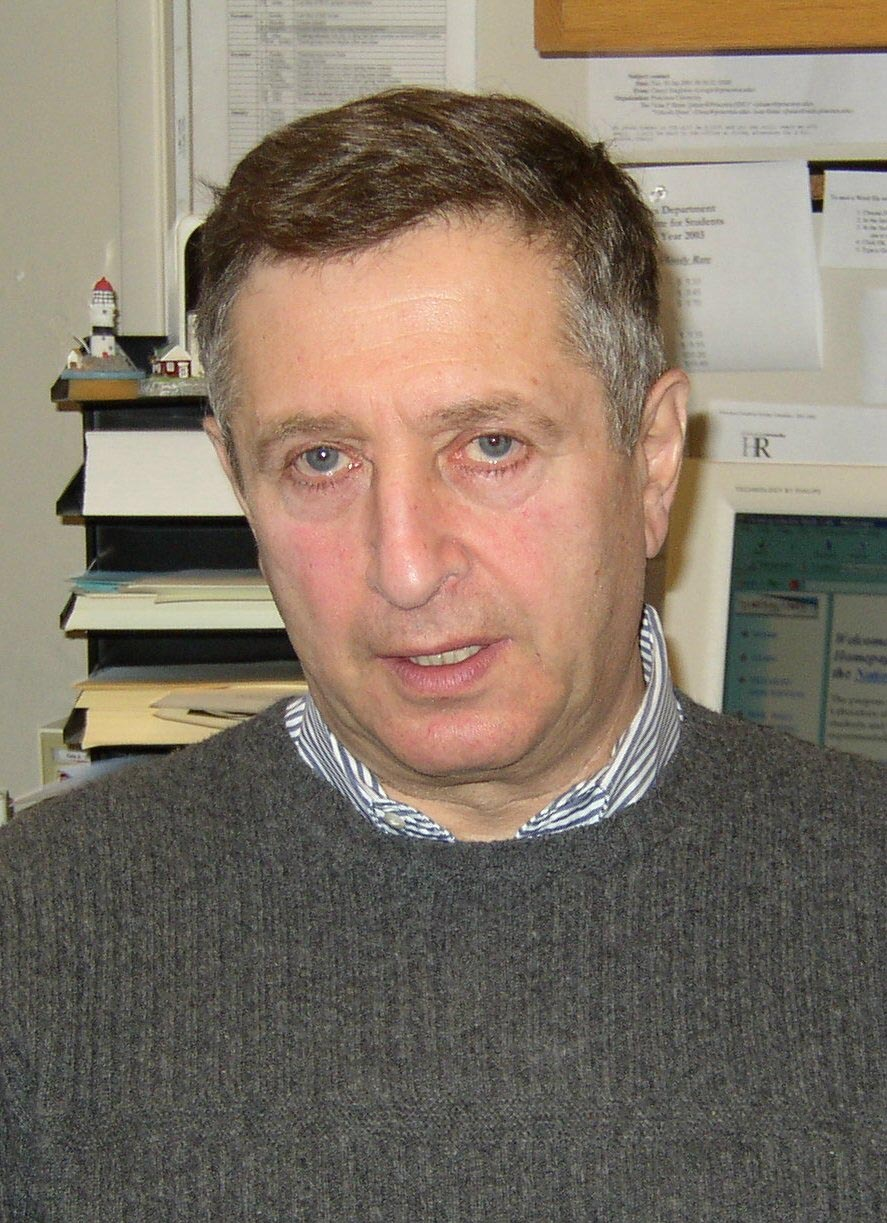

Яків Григорович Синай (рос. Яков Григорьевич Синай, англ. Yakov G Sinai; 21 вересня 1935, Москва, РРФСР, СРСР) — радянський й американський математик, дійсний член РАН з 7 грудня 1991, лауреат низки престижних премій, в тому числі премії Абеля (2014).

## Життєпис
Народився в сім'ї вчених-медиків, онук В. Ф. Кагана — одного з перших математиків Росії, які працювали в галузі неевклідової і диференціальної геометрії. Батько — підполковник медичної служби, доктор медичних наук Григорій Якович Синай (1902–1952), завідувач кафедри мікробіології 3-го Московського медичного інституту, з 1945 професор кафедри мікробіології та вірусології 2-го МДМІ, редактор фундаментального керівництва «Мікробіологічні методи дослідження при інфекційних захворюваннях» (1940, 1949), автор монографій «Туляремія» (1940) і «Короткий посібник з боротьби з чумою» (1941). Мати — Надія Веніамінівна Каган (1900–1938), старший науковий співробітник в Інституті експериментальної медицини ім. М.Горького; займалася розробкою козячої вакцини проти весняно-літнього енцефаліту, разом з лаборанткою Н.Я.Уткиною загинула в результаті зараження препаратом вірусу енцефаліту, властивості якого вивчала. Брат — механік Г.І.Баренблатт.
Навчався на механіко-математичному факультеті Московського університету, який закінчив у 1957. У 1956 році одружився зі своєю однокурсницею Оленою Бенціонівною Вул, дочкою відомого фізика Бенціона Мойсейовича Вула.
Учень Андрія Колмогорова. Кандидат наук (1960), доктор наук (1964). C 1960 працював в Московському університеті, з 1971 професор. Також працював старшим (1962), головним (1986) науковим співробітником Інституту теоретичної фізики ім. Л. Д. Ландау. З 1993 — професор Принстонського університету.
Основні роботи Синая лежать в області математики і математичної фізики, особливо в тісному переплетенні теорії ймовірностей, теорії динамічних систем, ергодичної теорії та інших математичних проблем статистичної фізики. Він у числі перших знайшов можливість обчислювати ентропію для широкого класу динамічних систем (так звана «ентропія Колмогорова—Синая»). Велике значення мають його роботи з геодезичних потоків на поверхнях від'ємної кривини, де він довів, що зрушення вздовж траєкторій геодезичного потоку породжують випадкові процеси, що володіють найсильнішими з можливих властивостей стохастичності і, серед іншого, задовольняють центральній граничній теоремі теорії ймовірностей. Великий цикл робіт присвячений теорії розсіюваючого пулу — «пулу Синая». Добре відомі роботи Я. Г. Синая в області теорії фазових переходів, квантового хаосу, динамічних властивостей рівняння Бюргерса, одновимірної динаміки.
У 2009 році обраний в іноземні члени британського Королівського товариства. Член Національної академії наук США. З 2012 року є дійсним членом Американського математичного товариства.

## Обрані публікації
- Синай Я. Г. Теория фазовых переходов: строгие результаты — М.: Наука, 1980
- Корнфельд И. П., Синай Я. Г., Фомин С. В. Эргодическая теория — М.: Наука, 1980
- Синай Я. Г. Курс теории вероятностей. Ч. 1, Ч. 2 — М.: Изд-во МГУ, 1985
- Introduction to Ergodic Theory [Архівовано 3 липня 2014 у Wayback Machine.]. Princeton 1976.[13]
- Topics in Ergodic Theory. Princeton 1977, 1994
- Probability theory – an introductory course [Архівовано 3 липня 2014 у Wayback Machine.]. Springer, 1992
- with Koralov: Theory of probability and random processes. 2nd edition, Springer, 2007
- Theory of phase transitions- rigorous results. Pergamon, Oxford 1982
- with Isaac Kornfeld, Sergei Fomin: Ergodic theory. Springer, Grundlehren der mathematischen Wissenschaften 1982
- "What is a Billard?“ [Архівовано 28 березня 2014 у Wayback Machine.], Notices AMS 2004
- Mathematicians and physicists = Cats and Dogs? [Архівовано 26 лютого 2007 у Wayback Machine.] In: Bulletin AMS. 2006, vol. 4
- How mathematicians and physicists found each other in the theory of dynamical systems and in statistical mechanics, in Bolibruch, Osipov, Sinai (eds.) Mathematical Events of the Twentieth Century, Springer 2006, p. 399

## Нагороди та премії
- Медаль Больцмана (1986)
- Премія Денні Хайнеман в галузі математичної фізики (1990)
- Медаль Дірака (1992)
- Премія Вольфа з математики (1996/1997)
- Премія Неммерса з математики (2002)
- Премія Пуанкаре (2009)
- Міжнародна премія імені Добрушина (2009)
- Премія Стіла (2013)[14]
- Премія Абеля (2014)[15]

## Виноски
1. ↑  Архів історії математики Мактьютор — 1994.
2. ↑  Gregersen E. Encyclopædia Britannica
3. ↑  Енциклопедія Брокгауз
4. ↑  Deutsche Nationalbibliothek Record #124663079 // Gemeinsame Normdatei — 2012—2016.
5. 1 2 3  Чеська національна авторитетна база даних
6. 1 2 3 4 5 6 7  Математичний генеалогічний проєкт — 1997.
7. ↑  Bibliothèque nationale de France BNF: платформа відкритих даних — 2011.
8. ↑  https://www.ae-info.org/ae/User/Sinai_Yakov
9. ↑  http://www.ams.org/fellows_by_year.cgi?year=2013
10. ↑  http://www.ams.org/news?news_id=1680
11. ↑  Кафедра микробиологии и вирусологии. Архів оригіналу за 4 квітня 2018. Процитовано 30 березня 2014. [Архівовано 2018-04-04 у Wayback Machine.]
12. ↑  List of Fellows of the American Mathematical Society (англ.). Архів оригіналу за 16 серпня 2013. Процитовано 7 серпня 2013.
13. ↑  Chacon, R. V. (1978). Review: Introduction to ergodic theory, by Ya. G. Sinai (PDF). Bull. Amer. Math. Soc. 84 (4): 656—660. Архів оригіналу (PDF) за 28 березня 2014. Процитовано 30 березня 2014.
14. ↑  Новина [Архівовано 26 березня 2014 у Wayback Machine.] на сайті Американського математичного товариства
15. ↑  Российская премия Абеля. Архів оригіналу за 30 березня 2014. Процитовано 30 березня 2014.